# Lingua turkmena
La lingua turkmena (in cirillico: түркмен дили?, traslitterato: Türkmen dili oppure in arabo تۆرکمن ديلی‎‎?) o turcomanna (in cirillico: تۆرکمنچه‎?, traslitterato: түркменче oppure in arabo تۆرکمنچه‎‎?) è una lingua turca parlata in Turkmenistan, Iran e Afghanistan.
Al 2022, è parlata da 6,7 milioni di parlanti totali.

## Distribuzione geografica
Secondo Ethnologue, il turkmeno nel 2013 era parlato da 3,4 milioni di persone in Turkmenistan, da 2 milioni di persone in Iran e da 1,5 milioni in Afghanistan. La lingua è attestata anche in altri paesi dell'ex Unione Sovietica, per un totale complessivo di 7,6 milioni di locutori.

### Lingua ufficiale
Il turkmeno è lingua ufficiale del Turkmenistan.

## Classificazione
Secondo Ethnologue, la classificazione della lingua turkmena è la seguente:
- Lingue altaiche
  - Lingue turche
    - Lingue turche meridionali
      - Lingua turkmena

## Sistema di scrittura
A seconda dei paesi e delle epoche storiche, per la scrittura del turkmeno sono stati utilizzati l'alfabeto arabo, l'alfabeto cirillico e l'alfabeto latino.
In origine la lingua era scritta con l'alfabeto arabo, tuttora utilizzato in Afghanistan ed Iran. Durante il periodo sovietico In Turkmenistan la scrittura araba fu abbandonata in favore dell'alfabeto latino a partire dal 1929 e dal 1940 dall'alfabeto cirillico; dopo l'indipendenza, avvenuta nel 1991, nel 1996 è stato ufficialmente adottato l'alfabeto latino simile a quello in uso per la lingua turca, dopo aver pianificato la lingua scritta basandosi sul dialetto Tekke.
L'alfabeto cirillico, introdotto nel 1940, è composto da 38 lettere:
Аа, Бб, Вв, Гг, Дд, Ее, Ёё, Жж, Җҗ, Зз, Ии, Йй, Кк, Лл, Мм, Нн, Ңң, Оо, Өө, Пп, Рр, Сс, Тт, Уу, Үү, Фф, Хх, (Цц), Чч, Шш, (Щщ), (Ъъ), Ыы, (Ьь), Ээ, Әә, Юю, Яя.
Le lettere ц, щ, ъ, ь si trovano quasi solo nelle parole di origine russa.
All'indomani dell'indipendenza del Turkmenistan, nel 1991, l'allora presidente della repubblica, Saparmyrat Nyýazow, decise di sostituire l'alfabeto cirillico con quello latino. Nel 1993 venne realizzata una prima versione dell'alfabeto latino che utilizzava i simboli $ e ¢ per la traslitterazione delle lettere Ш e ш, i simboli £ e ſ per la traslitterazione di Ж e ж, il simbolo ¥ e la lettera ÿ per la traslitterazione di Й e й, mentre per la trasiltterazione di Ң e ң vennero impiegate le lettere Ñ e ñ. Nel 1999, con lo Standard TDS 565, venne razionalizzato l'alfabeto sostituendo le "lettere insolite" $, ¢, £, ſ, ¥, ÿ, Ñ, ñ con le lettere Ş, ş, Ž, ž, Ý, ý, Ň, ň.
L'alfabeto latino utilizzato in Turkmenistan è composto da 30 lettere:
Aa, Bb, Çç, Dd, Ee, Ää, Ff, Gg, Hh, Ii, Jj, Žž, Kk, Ll, Mm, Nn, Ňň, Oo, Öö, Pp, Rr, Ss, Şş, Tt, Uu, Üü, Ww, Yy, Ýý, Zz.

## Confronto tra alfabeto cirillico e alfabeto latino
| Alfabeto cirillico | Alfabeto latino                                     |
| ------------------ | --------------------------------------------------- |
| А а                | A a                                                 |
| Б б                | B b                                                 |
| В в                | W w                                                 |
| Г г                | G g                                                 |
| Д д                | D d                                                 |
| Е е                | E e, (Ýe ýe all'inizio di parola e dopo una vocale) |
| Ё ё                | Ýo ýo                                               |
| Ж ж                | Ž ž                                                 |
| Җ җ                | J j                                                 |
| З з                | Z z                                                 |
| И и                | I i                                                 |
| Й й                | Ý ý                                                 |
| К к                | K k                                                 |
| Л л                | L l                                                 |
| М м                | M m                                                 |
| Н н                | N n                                                 |
| Ң ң                | Ň ň                                                 |
| О о                | O o                                                 |
| Ө ө                | Ö ö                                                 |
| П п                | P p                                                 |
| Р р                | R r                                                 |
| С с                | S s                                                 |
| Т т                | T t                                                 |
| У у                | U u                                                 |
| Ү ү                | Ü ü                                                 |
| Ф ф                | F f                                                 |
| Х х                | H h                                                 |
| Ц ц                | S s                                                 |
| Ч ч                | Ç ç                                                 |
| Ш ш                | Ş ş                                                 |
| Щ щ                | Şç şç                                               |
| Ъ ъ                | -                                                   |
| Ы ы                | Y y                                                 |
| Ь ь                | -                                                   |
| Э э                | E e (all'inizio di parola)                          |
| Ә ә                | Ä ä                                                 |
| Ю ю                | Ýu ýu                                               |
| Я я                | Ýa ýa                                               |